# Marianne Markan
Marianne Markan, geborene Marianne Kanitz (10. Oktober 1867 in Wien – nach 1900), war eine österreichische Opernsängerin (Mezzosopran).

## Leben
Markan, die Tochter des Bergwerksbesitzers Kanitz, nahm Unterricht bei Anna Pessiak und Marianne Brandt. Nachdem sie schon als Dilettantin erfolgreich aufgetreten war, entschloss sie sich die Bühnenlaufbahn zu ergreifen. 
Ihr erstes Engagement fand sie 1887 in Stettin, wo sie als „Azucena“ debütierte und bis 1889 verblieb, hierauf wirkte sie ein Jahr in Bremen und trat am 1. Oktober 1890 in den Verband der Hofbühne in Dessau, wo sie bis 1900 in hervorragender Stellung tätig war und in Anerkennung ihrer Verdienste 1897 mit dem Titel einer herzoglichen Kammersängerin ausgezeichnet wurde.
Markan beherrschte das gesamte Altfach mit unbedingtem Erfolg. Erwähnenswerte Partien waren: „Fides“, „Amneris“, „Orpheus“, „Adriano“, „Ortrud“, „Pamela“, „Mercedes“, „Nancy“ etc.